# Maryanne Zéhil
Maryanne Zéhil (née à Beyrouth, au Liban) est productrice, réalisatrice, scénariste, et auteure libanaise. En 1996, elle s'installe au Québec.
En 2000, elle fonde la société Mia Productions.

## Biographie
Née à Beyrouth, Maryanne Zéhil parle couramment le français, l’anglais, l’arabe et un peu d’allemand. Riche de plusieurs cultures (nord-américaine, européenne et moyen-orientale), son œuvre se veut un dialogue entre les sociétés. Elle commence sa carrière au Liban comme journaliste socio-politique avant de s’établir à Montréal où elle tourne, pour la France, des documentaires et des docu-fictions diffusés dans plus de 30 pays. À partir de 2004, elle scénarise, réalise et produit des longs métrages de fiction, sortis en salle, au Québec et ailleurs, diffusés sur plusieurs plateformes médiatiques et vendus à plusieurs diffuseurs de par le monde : L’Autre côté de novembre (2016), La Vallée des larmes (2012), De ma fenêtre, sans maison… (2006) et Le Prix (2004), un court. Elle participe à des jurys de longs métrages internationaux et siège sur des comités d’évaluation en production et en scénarisation. Son dernier film, La face cachée du baklava, prendra l’affiche en 2021,.

## Filmographie

### Longs-métrages
- 2006 : De ma fenêtre, sans maison...[4]
- 2012 : La Vallée des larmes[5],[6]
- 2016 : L'Autre côté de novembre[4]
- 2019 : La Face cachée du baklava[4]

### Court-métrage
- 2004 : Le Prix